# Антій (міфологія)
А́нтій дав.-гр. Ἄντιος — персонажі давньогрецької міфології:
- Антій — син Одіссея і Каліпсо[1], засновник італійського міста Антій, яке було розташовано в Лації, на скелі, що глибоко вдавалася в море.
- Антій — архонт в Акрейфії (нині Кардиця), беотійського міста біля гори Птоїн.